# Wilson Ferreira Aldunate
Wilson Ferreira Aldunate (Nico Pérez, 28 de enero de 1919 - Montevideo, 15 de marzo de 1988) fue un político y productor rural  uruguayo, considerado el principal caudillo civil del Partido Nacional desde la década de 1970 hasta su deceso en 1988. Adquirió notoriedad tras declararse como uno de los más destacados opositores a los gobiernos de Jorge Pacheco Areco y Juan María Bordaberry, y tras el Golpe de Estado del 27 de junio de 1973, se exilió y se convirtió en uno de los más ácidos censores de la dictadura cívico-militar.

## Familia
Hijo del Dr. Juan Ferreira y de Fortuna Aldunate. Casado con Susana Sienra Burmester, tuvo tres hijos: Gonzalo, Silvia y Juan Raúl.

## Infancia y adolescencia

### En Melo
Wilson Ferreira Aldunate nació el 28 de enero de 1919, hijo de un apasionado dirigente del Partido Nacional, que lo inscribió en la localidad de Nico Pérez (dirigente nacionalista de antaño), en el Departamento de Florida, cuando en realidad, había nacido en la contigua localidad de José Batlle y Ordóñez (que fuera Presidente de la Junta Económico - Administrativa del entonces Departamento de Minas y en dos oportunidades Presidente de la República por el Partido Colorado). Wilson sostenía, que su padre habría dicho que no permitiría que en la partida de nacimiento de uno de sus hijos, figurara el nombre de un colorado. 
De pequeño Ferreira había quedado deslumbrado por el pasaje por Melo de las milicias nacionalistas que habían combatido bajo órdenes del general Aparicio Saravia, caudillo del Partido Nacional. En el reportaje que filmó en 1987 Graziano Pascale, Ferreira relató la siguiente anécdota:

“Llegaban los paisanos, el día antes y desfilaban por la calle principal, pasaban frente a la Jefatura de Policía, pasaban frente a mi casa y emprendían por 25 de Mayo, hoy llamada Aparicio Saravia, su recorrido. Era centenares y centenares de paisanos, todos con su golilla blanca, algunos con buen apero, cabezada de plata y oro, otros apenas con un cojinillo, pero todos, repito, con su golilla blanca, gritando, según por donde pasaban, por ejemplo, ¡Viva el doctor Ferreira!, ¡Viva el Doctor Basilo Antúnez!, un viejo venerable. En fin, aquel desfile que los colorados no se permitían, porque no tenían gente ni caballos como para hacerlo, nos daba una imagen de una cosa muy viva, que no se puede recordar sin una enorme emoción.

Cuando desfilaban esos paisanos que venían a votar, desfilaban enmarcados en sus escuadrones, exactamente como cuando iban a la guerra o volvían de ella. Iban con sus jefes delante, y yo recién decía que había algunos de cabezada de oro y plata y otros apenas con un cojinillo pero ello no tenía nada que ver con esta ordenación de los jefes, porque este ejército era un ejército de paisanos y muy popular, y el más valiente era el jefe, no el que tenía más dinero, de modo que la cabezada de oro y plata a veces iba perdida entre las filas, y el de apero más modesto era el que iba comandado la compañía. Esa era una realidad que el Uruguay corre el riesgo de olvidar, y no hay derecho.

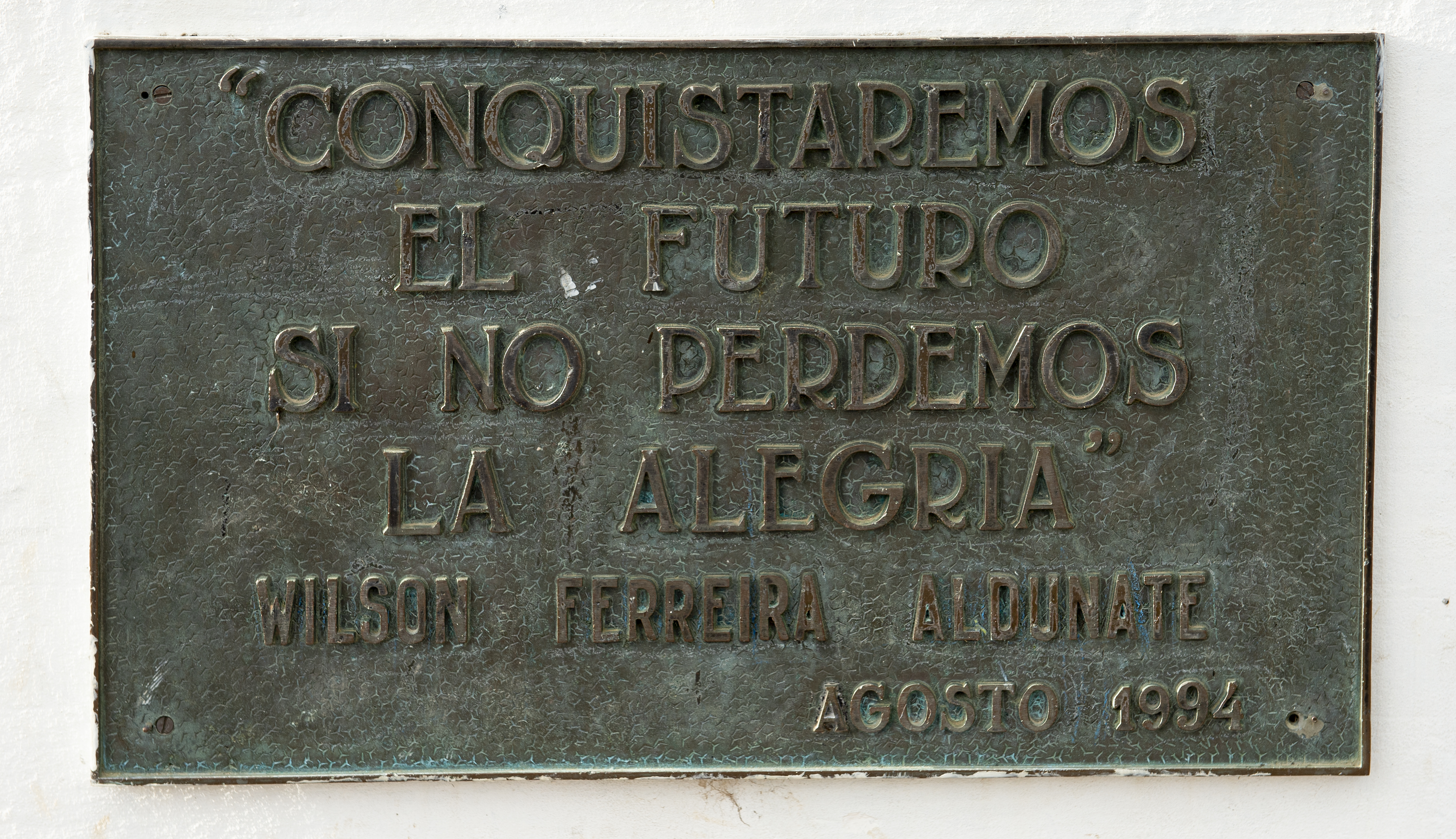
Placa a la entrada de la Estancia de Wilson Ferreira en Rocha

La infancia en Melo transcurrió entre travesuras, correrías con su hermano y una severa formación preescolar alemana impartida por dos institutrices, Marie y Johann, resultado de la admiración que su padre sentía por Alemania, que entonces era el centro mundial de la ciencia médica. Eso le permitió a Ferreira dominar el idioma alemán. Las travesuras y su carácter pícaro e indomable fueron famosos. Una fue negarse rotundamente a ir a un colegio de monjas, aspiración a la cual su familia debió renunciar.
Asistió a la escuela N° 1 de 2° grado de Melo entre 1924 y 1929. Su escolaridad fue destacada. La familia conserva un cuaderno que le regalaron sus compañeros de clase cuando ganó un concurso departamental de redacciones, organizado por la Inspección de Primaria. El tema elegido por Ferreira fue: “La patria en el pasado, el presente y el futuro”, que motivó un extenso elogio escrito de Alembert Vaz, su compañero de banco.  Cursó solamente dos años de enseñanza secundaria en Cerro Largo, ya que en 1933 la familia se mudó a Montevideo.
Ferreira tenía muy buen recuerdo de su infancia y, en su exilio, siempre recordaba las primaveras de su infancia y su adolescencia. Las identificaba con la felicidad completa. Recordaba sus colores, sus aromas, los pájaros, las flores, los paseos, los naranjales.
En Cerro Largo, nació también la amistad con el futuro doctor Enrique Martínez Moreno. En Melo, las casas de las familias de ambos lindaban en los fondos y ellos eran muy amigos. Andaban siempre juntos y era frecuente que alguno de los dos, por fastidiar a otro, le diera un empujón diciéndole: “Viva Batlle” y que el contrario hiciera lo mismo diciéndole “Viva Herrera”, siendo estas sus primeras discusiones políticas.
El mismo Martínez Moreno, habla sobre la infancia y la amistad que entabló con Ferreira: 

“Mi primer amigo de la infancia fue Wilson Ferreira. Su familia vivía en la misma manzana que nosotros […] pero mi gran amigo era Wilson. […] los fondos de nuestras casas eran comunes y estaban separados por un muro alto, erizado de pedazos de vidrio. Por allí caminaba Wilson como si nada, como Cristo sobre las aguas, se deslizaba por una chimenea y penetraba en casa. Y era todo un personaje: decidido, audaz, capaz de hacer cualquier travesura. […] Nosotros le manejábamos un argumento, que para el era muy difícil de refutar, cuando le decíamos que Batlle hacia puentes y carreteras y los blancos no hacían nada. Claro, no eran gobierno.

### En Montevideo
En 1933 Ferreira y su familia se trasladaron a Montevideo y se instalaron en una casa ubicada en la calle Río Branco entre Soriano y Canelones. Allí los sorprendió el golpe de Estado de Gabriel Terra. La ruptura institucional precipitó el comienzo de la militancia política de Ferreira, que concurría al liceo Rodó, donde forjo su amistad entrañable con Arturo Ardao, Juan Carlos Bracco, Lincoln Bizzozero y Francisco Haedo.
Al desatarse una gran cantidad de campaña contra la dictadura, comenzaron a editarse unos periódicos clandestinos llamados “Jornada” y “Combate”. Ferreira era el encargado de transportar los ejemplares escondidos hasta los lugares de distribución. Eso le acarreó problemas con las autoridades y algún arresto. Fue entonces que tuvo que andar con unos pantalones largos que tuvo que pedir prestados para parecer mayor. Pronunció su primer discurso político en el Ateneo de Montevideo, ante una cantidad de personalidades en las que estaba Emilio Frugoni.
La distribución de los periódicos mencionados lo acercó a los grupos que se enucleaban en torno a Carlos Quijano. Militó en la ANDS (Órgano del Partido Nacional que estaba conduicido por Quijano) entre 1937 y 1942, escribiendo en Acción y luego en Marcha, que hasta 1958 fue un periódico afín al Partido Nacional.
En 1937 cuando se realizó en Durazno el Congreso de la Juventud Nacionalista Independiente, emergió la personalidad política de Ferreira con alcance nacional. En las elecciones de 1942, cuando el Partido Nacional Independiente llamó a abstenerse, se dice que pesó decisivamente la opinión de Ferreira.
En este período, además de los estudios y la militancia política y gremial, hubo otras dos instancias: el noviazgo con Susana Sienra Burmester y el desarrollo de una amplia cultura, acrecentada por la lectura de autores como Thomas Mann, Axel Munthe, Eça de Queiroz y Marcel Proust. 
Una vez cursados los estudios preuniversitarios entre 1933 y 1936, ingresó a la Facultad de Derecho, donde fue Secretario General de la Asociación de Estudiantes de Derecho.

## Adultez
El 2 de mayo de 1944 la ambulancia de la Asistencia Pública en la que era conducido el padre de Ferreira chocó y éste falleció como consecuencia del shock. Ferreira abandonó la carrera de Derecho, dejando la materia Legislación del Trabajo sin rendir examen. Comenzó a dedicarse con intensidad a las tareas del campo y a militar en política. Al principio se dedicó a la estancia paterna San Juan, ubicada en Rocha, que en 1968 fue dividida con su hermano Juan.
En diciembre de 1944 se casó con Susana Sienra y partieron de luna de miel a Bariloche, Argentina. Hasta 1953 vivieron en diversos apartamentos en el barrio montevideano de Pocitos. En 1953 se mudaron a una casa en el barrio de Carrasco.
En 1954 ingresó al Parlamento como suplente de Washington Beltrán Mullin por el término de seis meses. Trabajó activamente para las elecciones de 1954, pero entre 1955 y 1958 nunca ingresó a la Cámara. Se dedicó al campo y a introducir innovaciones, como praderas artificiales y experiencias en inseminación artificial, que fueron las primeras realizadas en el país. 
En 1957 se le ofreció la diputación por Colonia, acompañando la campaña municipal de Carminillo Mederos, destacado dirigente del Movimiento de Rocha, que se había opuesto a la orientación conservadora de uno de sus fundadores, el doctor Alberto Gallinal Heber. Ferreira recorrió todo el departamento, acompañado de su familia.
En 1958 el Partido Nacional ganó las elecciones. Ferreira pasó a ocupar una banca en la Cámara de Diputados, por el departamento de Colonia. Cuatro años más tarde fue elegido senador, pero culminó ese año asumiendo como ministro de Ganadería y Agricultura. Durante su gestión creó la Comisión de Inversiones y Desarrollo Económico (CIDE), que realizó el primer diagnóstico integral de la sociedad uruguaya y formuló un proyecto de reforma agraria. 
En 1959, a raíz de la muerte y el sepelio de Luis Alberto de Herrera, Ferreira escribió:

"No se trataba de una multitud que, adolorida, acompañaba en lágrimas, acongojada, el cuerpo de su jefe, de su amigo. Se trataba de un pueblo que entró al Palacio victorioso, con Herrera en hombros y yo casi diría que entre lágrimas de aquella gente había alegría. Gritaban orgullosamente, rompiéndose la garganta: Herrera, Herrera, Herrera. Entraron en el Palacio señalando que Herrera no moría y que aquel momento era que, realmente empezaba a estar más vivo que nunca en nuestro país."

## Ascenso de su liderazgo
En 1962 el Partido Nacional volvió a ganar las elecciones. Este segundo gobierno no logró superar los problemas económicos del país. Se impulsó una política represiva frente al movimiento sindical y estudiantil que trajo consecuencias negativas. Dos de los puntos fuertes de dicho gobierno fueron la continuidad del plan de obras públicas iniciado por Luis Giannattasio en el gobierno anterior y el desempeño de Wilson Ferreira al frente del Ministerio de Ganadería y Agricultura. No es exagerado afirmar que allí comenzó el liderazgo político de Ferreira, que terminaría por erigirse en uno de los dirigentes máximos de la historia del Partido Nacional y en una personalidad política que llegó a gozar de general admiración. 
Ferreira se mantuvo como titular del durante los cuatro años de gobierno y realizó un importante esfuerzo para conocer, modificar y modernizar el país agropecuario. Intentó aplicar el plan reformista de la CIDE y se rodeó de un equipo de técnicos jóvenes que eligió con total prescindencia de su filiación política. Entre ellos se encontraban Danilo Astori, Antonio Pérez, Lilián Serra, Martín Buxedas, Celia Barbato, Miguel Cetrángolo y el chileno Jesús González. 
La colaboración del subsecretario del ministerio, Guillermo García Costa, tuvo también gran importancia. Se constituyó así el llamado CIDE Agropecuario, que inició un relevamiento completo de la situación del medio rural del país. A través de un convenio con la Facultad de Química, se confeccionó un mapa de suelos de todo el país; se realizó un relevamiento aerofotográfico de todo el territorio nacional, y sobre la base de ese conocimiento, se formuló un ambicioso plan de recuperar la estancada producción agropecuaria. 
El plan tenía como objetivos, la expansión de las exportaciones y diversificación de las mismas con nuevos productos, sustitución de importaciones por intensificación de producción; redistribución del ingreso agropecuario; eliminación de latifundios y minifundios; régimen de seguridad para los productores propietarios de la tierra que explotan; creación de nuevas fuentes de trabajo y reducción del subempleo y la desocupación del campo a través de la intensificación de la ganadería y la agricultura, y conservación de los recursos naturales, dicho plan se tradujo en 7 leyes: de Semillas, de Forestación, de Conservación de suelos y aguas, de Fertilización, de Cooperativas, de Procedimientos y sanciones para infractores a las disposiciones sobre comercialización y la más importante y removedora de todas ellas: la Ley de Reforma de las Estructuras Agropecuarias, que entrañaba un cambio fundamental en ese decisivo campo específico. Su texto alertaba respecto a que de las 16.500.000 hectáreas productivas que poseía el país, 13.900.000 estaban afectadas por problemas de estructura -debido fundamentalmente a problemas derivados de la tenencia de la tierra- que impedían su debida explotación. 
Establecía un impuesto a la baja producción y a la acumulación de tierras en manos de un solo propietario, que haría antieconómica la posesión de las mismas con fines especulativos; dicha medida fiscal podía llegar hasta el 80% del valor del fondo sobre el que se aplicaba. Se suponía que de esa manera 1.400.000 hectáreas de latifundio se subdividirían y se las pondría a producir. Se prescribía también que sólo las sociedades nominativas podrían ser propietarias de tierras.
Este paquete de leyes estaba acompañado por otras medidas de fomento de la producción: el impuesto a la renta establecido por el gobierno anterior se empleaba para calcular el impuesto que pagarían los propietarios de tierra de acuerdo a términos presuntivos, de acuerdo a la rentabilidad media del país según la calidad del suelo. De esta forma, el propietario pagaba dicha imposición y se beneficiaba con todo lo que produjera por encima de la misma, lo cual volvía antieconómico poseer tierras improductivas
En 1966 fue reelecto senador. En ese período legislativo se impuso desde su banca como un defensor permanente de los derechos de los ciudadanos y fiscal implacable del gobierno de Jorge Pacheco Areco, al derribar a tres de sus ministros en legendarias interpelaciones parlamentarias. 

### Las Interpelaciones
Contra el gobierno de Pacheco Areco se alzaron, junto a la izquierda, las voces de Ferreira y Carlos Julio Pereyra. Entre los días 25 y 27 de abril de 1968, Ferreira concretó el llamado a sala del ministro de Trabajo y Seguridad Social, ingeniero Guzmán Acosta y Lara, para que respondiera sobre la utilización de su investidura en la obtención de recursos para empresas privadas a las que estaba vinculado el Partido Colorado. Ferreira propuso nombrar una comisión investigadora, pero el debate continuó y el ingeniero Acosta y Lara debió renunciar a su cargo.
Los días 15 al 17 de abril de 1970, Ferreira interpeló al entonces ministro del Interior, escribano Pedro Cersósimo, sobre la ineficacia de los servicios a su cargo. Como consecuencia de la interpelación, debieron renunciar el ministro y el jefe de Policía de Montevideo.
Entre el 15 y el 16 de abril de 1971 se produjo la interpelación del senador Ferreira al doctor César Charlone sobre irregularidades en la asistencia financiera del Banco Mercantil, propiedad del grupo económico que encabezaba el canciller Jorge Peirano Facio. 
El gobierno de Pacheco Areco propuso un acuerdo nacional con el dirigente herrerista Martín Echegoyen. El Partido Nacional en pleno resolvió no aceptar cargos en el gobierno. Wilson Ferreira, por su parte, señaló que no quería cargos para su partido, diciendo: "yo, el patriotismo lo doy gratis" y condicionó su apoyo crítico al hecho de que el presidente "deje pensar, escribir y hablar con toda libertad. ¿Verdad que, siendo tanto, es sin embargo muy poco pedir?". Pacheco no consiguió los respaldos parlamentarios que procuraba y, a falta de los mismos, reforzó su política autoritaria.

### Las elecciones de 1971

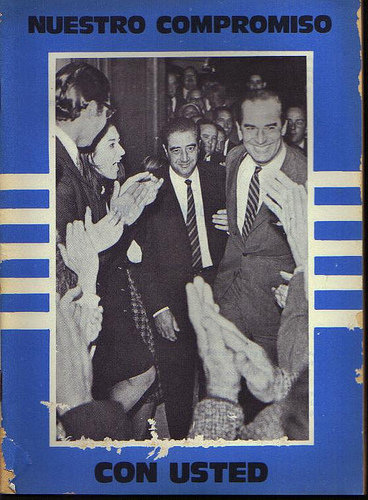
Programa político de la candidatura de Wilson en las elecciones de 1971.

Consciente de la importancia y el potencial de su liderazgo, funda el Movimiento Por la Patria, que resulta un movimiento aluvional, tanto de herreristas como blancos independientes.
En medio de un clima de violencia social, Ferreira se presentó a las elecciones presidenciales de 1971 por el movimiento Por la Patria y el Movimiento Nacional de Rocha, representado por el candidato a la Vicepresidencia, Carlos Julio Pereyra. El Partido Colorado fue declarado ganador por 12.802 votos. El Partido Nacional denunció ante la Corte Electoral gravísimas irregularidades; entre otras, que hubo más votos que votantes en 211 de los 2.744 circuitos de Montevideo, y que, luego de la votación, cuando las urnas debían ser llevadas al Cilindro Municipal para su protección, al menos un centenar de ellas llegaron con 70 días de retraso respecto de las otras, sin candado y abiertas, ya que, previo a ser depositadas en el Cilindro, habían sido llevadas a cuarteles del interior del país. Por estas y otras razones el Partido Nacional lanzó acusaciones de fraude. La Corte, controlada por el Partido Colorado, anunció una investigación, y finalmente declaró que sólo en 49 circuitos hubo votos en exceso y que éstos eran solamente 121, lo cual no alteraba los resultados.
En el año 2009 fueron desclasificados documentos del Departamento de Estado de los Estados Unidos donde se afirma que el entonces presidente brasileño, Emílio Garrastazu Médici visitó Washington entre el 7 y el 9 de diciembre de 1971, cuando aún no se había definido el resultado de las elecciones uruguayas. Garrastazu Médici sostuvo varias reuniones con el presidente Richard Nixon, el Asesor de Seguridad Nacional Henry Kissinger, el Secretario de Estado William Rogers y el que en breve sería Subjefe de la CIA, Vernon Walters. En varios de los memorandos sobre las conversaciones con el presidente brasileño, Richard Nixon menciona la ayuda de Brasil para influenciar las elecciones uruguayas a los efectos de prevenir la victoria del Frente Amplio en las elecciones presidenciales.

## Golpe de Estado y exilio
El 27 de junio de 1973 el gobierno de Juan María Bordaberry disolvió las cámaras. En el Senado, reunido en sesión extraordinaria cinco minutos antes de la medianoche, se escucharon los últimos discursos con los cuales se cerrarían 31 años de democracia ininterrumpida. Ferreira dijo entonces: 

Me perdonarán que yo, antes de retirarme de sala, arroje al rostro de los autores de este atentado el nombre de su más radical e irreconciliable enemigo, que será, no tengan la menor duda, el vengador de la República: ¡Viva el Partido Nacional!

En el año 1976, exiliado en Argentina, Ferreira salvó su vida cuando un escuadrón militar secuestró y asesinó en Buenos Aires al senador Zelmar Michelini y al diputado Héctor Gutiérrez Ruiz. Se refugió en la Embajada de Austria e inició un duro combate internacional contra el régimen militar durante el cual pronunció discursos ante las cortes españolas y el senado estadounidense que significaron el cambio radical de la imagen internacional del país; pasando de ser considerado "la Suiza de América" a ser catalogado como una más de las dictaduras tercermundistas de América Latina. Una presentación suya ante el Senado de los Estados Unidos en Washington D. C. logró que este suspendiera la asistencia militar a la dictadura uruguaya.

## Retorno del exilio
El 16 de junio de 1984 Ferreira retornó de su exilio cruzando el Río de la Plata desde Buenos Aires en el Vapor de la Carrera. Entre los pasajeros que lo acompañaban se contaban Gustavo Borsari, Germán Araújo, José Claudio Williman, Alberto Volonté, Jorge Machiñena,  Juan Martín Posadas, Gonzalo Aguirre, Walter Santoro, Carlos Luppi, Ana Lía Piñeyrúa, Pablo García Pintos, Carlos Julio Pereyra, Wilson Elso Goñi, Alem García, Matilde Rodríguez Larreta, Ignacio de Posadas, Daniel García Pintos, el escritor Enrique Estrázulas, el cantante Pablo Estramín y los periodistas Walter Serrano Abella, Aníbal Steffen y Hugo Modino.
En un dispositivo de guerra para impedir el contacto del líder con la multitud que lo esperaba, y ante insistentes rumores que presagiaban una revuelta civil, fue apresado por los militares y trasladado en helicóptero hasta el cuartel de Trinidad, donde permaneció encarcelado durante toda la campaña electoral que restableció la democracia, y excluido de participar en las elecciones, según se había acordado en el Pacto del Club Naval. Este acuerdo, celebrado por los militares, el Partido Colorado, el Frente Amplio y la Unión Cívica, sentó las reglas de juego para el retorno a la vida democrática, que incluían la proscripción de varios políticos cuyas candidaturas eran resistidas por los militares. Ferreira, principal enemigo del régimen en el exterior debido a su trayectoria, y por ello requerido por la justicia militar, no podía participar de ninguna manera, según han reconocido jerarcas militares de la época.
Liberado el 30 de noviembre de 1984, una caravana multitudinaria lo condujo hasta Montevideo. Entrada la madrugada del 1 de diciembre, Wilson Ferreira llegó a la Explanada Municipal, donde el Partido Nacional había organizado un acto de bienvenida al que se sumaron simpatizantes de todas las esferas políticas. En una de las concentraciones políticas más recordadas de la historia uruguaya, Ferreira sorprendió por su postura tras las elecciones que acababa de ganar el Partido Colorado (primera presidencia de Julio María Sanguinetti), en la que no asumió un actitud de revancha y anunció su apoyo al gobierno democráticamente electo, acuñando el término "gobernabilidad" para resumir su postura.

## Últimos años

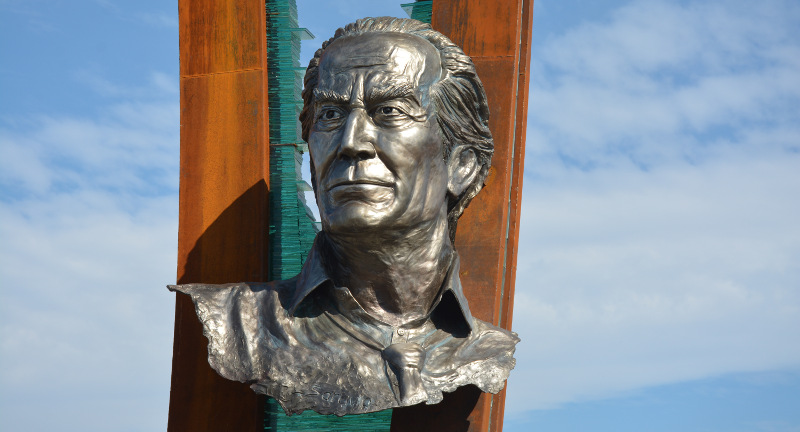
Monumento a Wilson en Paso Carrasco, Canelones.

Al retomar el liderazgo nacionalista, y ante la postura militar de resistir las primeras denuncias por violación de derechos humanos hasta el desacato (las primeras citaciones judiciales fueron retenidas por en entonces comandante en jefe del Ejército, general Hugo Medina), Ferreira inicialmente trató de impedir el proceso de amnistía a los militares, pero  posteriormente impulsó a su partido a votar junto al Partido Colorado la Ley de Caducidad de la Pretensión Punitiva de Estado, en cuya redacción participaron algunos de sus colaboradores.
Luego de aprobada la Ley, Wilson Ferreira fue factor permanente de consulta de correligionarios y adversarios, tal cual admitió el entonces presidente Sanguinetti, y mantuvo una postura conciliadora.
A mediados de 1987 su estado de salud se deteriora considerablemente. Ferreira es internado en un sanatorio de Montevideo a consecuencia de una afección pulmonar complicada por una gripe no tratada. Ante la gravedad de su estado, es trasladado a un centro asistencial en los Estados Unidos. Poco antes de partir, escribió su último editorial para el semanario La Democracia.
Falleció en Montevideo el 15 de marzo de 1988, víctima de cáncer. Su muerte provocó una enorme demostración popular y numerosos reconocimientos de todos los partidos políticos del Uruguay. 
Fue enterrado con honores de Ministro de Estado en el Cementerio del Buceo; los aniversarios de la muerte de Wilson se convierten en ocasión de recuerdo y homenaje.

### Nota aclaratoria
1. ↑  La biografía de Wilson sostiene que nació en Nico Pérez, departamento de Lavalleja, si bien Nico Pérez pertenece al departamento de Florida. Este aparente error de locación, parece corresponder a un acto deliberado del propio Wilson Ferreira por no nombrar a su pueblo de nacimiento como "José Batlle y Ordóñez", tomando en su lugar el nombre del pueblo lindero, pero manteniendo su departamento natal. La conocida anécdota político-familiar se cuenta en este artículo.